# セッティミア・カッチーニ
セッティミア・カッチーニ（Settimia Caccini, 1591年10月6日 – 1638年頃もしくはそれ以降）は、イタリア・バロック音楽の女性作曲家・声楽家。作曲家ジュリオ・カッチーニと声楽家ルチア・ガニョランティの末娘である。姉に高名な作曲家のフランチェスカがおり、兄弟に声楽家のポンペオがいる。幼い頃に母親に先立たれたが、音楽的な水準の高さゆえに早くから音楽教育を受け、歌手として成功を収めることとなり、作曲家としてもそれなりに名を揚げた。
代表作に、《 Già a sperai, non spero hor' più》などがある。
姉フランチェスカと同様に、マドリガーレやカンツォネッタなど様々な楽種を手懸けた。歌劇もいくつか作曲したが、いずれも現存していない。